# Rājgīr
Rājgīr är en ort i Indien.   Den ligger i distriktet Nālanda och delstaten Bihar, i den nordöstra delen av landet, 900 km sydost om huvudstaden New Delhi. Rājgīr ligger 85 meter över havet och antalet invånare är 38 348.
Terrängen runt Rājgīr är platt åt nordväst, men åt sydost är den kuperad. Runt Rājgīr är det tätbefolkat, med 947 invånare per kvadratkilometer. Närmaste större samhälle är Nawada, 20,0 km sydost om Rājgīr. Trakten runt Rājgīr består till största delen av jordbruksmark.